# Cristian Toro (cyclisme)
Pour le kayakiste espagnol, voir Cristian Toro. Pour les homonymes, voir Toro.
Toro  Caicedo est un nom espagnol. Le premier nom de famille, en général paternel, est Toro ; le second, en général maternel, souvent omis, est Caicedo.
Cristian Alexander Toro Caicedo, né le 4 mars 1998, est un coureur cycliste équatorien.

## Biographie
En fin d'année 2020, il devient le premier leader du Tour de l'Équateur, après s'être imposé sur son étape inaugurale,.

## Palmarès et résultats

### Palmarès par année
- 2018
  - 2e du championnat d'Équateur sur route espoirs
- 2019
  - 3e du championnat d'Équateur sur route espoirs
- 2020
  - 1re étape du Tour de l'Équateur
- 2021
  - Clásica Mira Balcón de los Andes :
    - Classement général
    - 2e étape

### Classements mondiaux
| Année            | 2018 | 2019 |
| ---------------- | ---- | ---- |
| UCI America Tour | 171e | 200e |